# Mud Lake (King George Island)
Der Mud Lake (englisch, polnisch Jeziorko Błotniste ‚Schlammsee‘) ist ein schlammiger See auf King George Island im Archipel der Südlichen Shetlandinseln. Er liegt auf dem Creeping Slope östlich des Hügels Bastion an der Sentry Cove. Der See entstand durch den zunehmenden Gletscherrückzug seit den 1980er Jahren.
Polnische Wissenschaftler benannten ihn deskriptiv.